# KXLA
KXLA（チャンネル44）は、アメリカ・カリフォルニア州ランチョ・パロス・ベルデスから認可を受けた民族独立テレビ局で、ロサンゼルス地域にサービスを提供している。ランチョ・パロス・ベルデス・ブロードキャスターズ株式会社（Rancho Palos Verdes Broadcasters, Inc.）が所有しており、その社長兼過半数所有者であるロナルド・ウロア（Ronald Ulloa）はトゥエンティナインパームズから認可を受けたKVMD（チャンネル31）も所有している。KXLAのスタジオはウェストロサンゼルスのコリント・アベニュー（州間高速道路405号線近く）にあり、送信所はウィルソン山の頂上にある。

## 概要
2000年12月にアメリカ・ワンの提携局として「KRPA」として初めて放送契約を結んだ。2001年8月8日に民族番組を含むコールレターを「KXLA」に変更した。KXLAコールサインは、現在KRDCとして知られているパサデナのラジオ局によってかつて使用されていた。
KXLAの送信所は当初、北緯33度20分59.5秒 西経118度21分9.4秒 / 北緯33.349861度 西経118.352611度のカタリナ島に設置されていたが、2004年にロサンゼルス市場の他の殆どの放送局が送信を行うウィルソン山に移転された。
2018年5月10日、KXLAのメイン信号は4:3標準解像度（480i）から16:9高解像度（720p）にアップグレードされ、ローカル番組とローカルニュース放送がワイドスクリーンで放送されるようになった。

## 大衆文化において
KXLAのコールレターは、映画「チャイナ・シンドローム」や、リサ・ハートマン＝ブラックが題名役を演じた『奥さまは魔女』のテレビスピンオフ『タバサ』で取り上げられたテレビ局によって架空の形で使用された。このコールサインは、映画「ジョー・ダート」のラジオ局でも使用された。

## 技術情報

### サブチャンネル
KXLAは、KJLAと共有されるマルチプレックス上に7つのサブチャンネルを提供する。
| チャンネル | 解像度 | アスペクト比 | ショートネーム | 番組編成                                                       |
| ---------- | ------ | ------------ | -------------- | -------------------------------------------------------------- |
| 44.1       | 720p   | 16:9         | KXLA-DT        | メインKXLA-DT番組                                              |
| 44.2       | 480i   | 4:3          | CRTV           | インフォマーシャル                                             |
| 44.3       | 480i   | 4:3          | SKYLINK        | 天下衛視チャンネル3（標準中国語）                              |
| 44.4       | 480i   | 4:3          | SKY-CAN        | 天下衛視チャンネル2（広東語）                                  |
| 44.7       | 480i   | 4:3          | NTDTV          | 新唐人電視台（標準中国語）                                     |
| 44.8       | 480i   | 4:3          | EEE TV         | EEE TV（スペイン語）                                           |
| 44.9       | 480i   | 4:3          | CGNTV          | クリスチャン・グローバル・ネットワーク・テレビジョン（韓国語） |

### アナログからデジタルへの変換
KXLAは、連邦政府が義務付けたアナログテレビ放送からデジタルテレビ放送への移行の一環として、2009年6月12日にUHFチャンネル44でのアナログ信号を停止した。デジタル信号は移行前のUHFチャンネル51に残り、PSIPを使用してKXLAの仮想チャンネルをデジタルテレビ受信機に44として表示した。